# Mystère (christianisme)
Pour les articles homonymes, voir Mystère.
Le mystère dans le christianisme est un fait qui relève de l'histoire du salut. Le Nouveau Testament, et particulièrement l'apôtre Paul, emploie le terme « mystère de Dieu » (Col 2,2) pour parler de « toute l'histoire sainte, depuis la venue du Christ ici-bas jusqu'à sa parousie. L’Évangile est la révélation de ce mystère [...] ». Le mystère, dans le christianisme, n'est pas ce qu'on ne peut comprendre, mais ce qu'on n'a jamais fini de comprendre, et qui ne peut être compris de façon ultime que dans la foi. 
La Tradition a repris ce terme de mystère pour l'appliquer aux sacrements, comme le fait encore le christianisme oriental, qui désigne les sacrements, et en premier lieu l'eucharistie, par l'expression « Saints Mystères ». On parle aussi communément de mystère pascal pour désigner la rédemption opérée par la mort et la résurrection du Christ.
En Occident, le terme grec mysterion a été traduit par les Pères latins par sacramentum.

## Dans la Bible
Le mot grec mysterion est particulièrement présent dans les Épîtres de Paul. On parle de mystère de Dieu, de mystère du Christ (Col 4,3 ; Ep 3,4), du mystère d'iniquité (2 Th 2,7).

## Catholicisme
La théologie catholique distingue:
- Les mystères naturels dont nous pouvons connaître l'existence et le contenu par analogie.
- Les vérités qui ne sont révélées que par Dieu dans l'histoire du salut.
- Les vérités inaccessibles.

La Trinité, l'Incarnation, la Rédemption,  sont des mystères selon les dogmes catholiques.

## Le catéchisme de l'Église catholique

### Le mystère de la foi[3]
« Il est grand le mystère de la foi. L'Église le professe dans le Symbole des apôtres. Elle le célèbre dans la liturgie sacramentelle afin que la vie des fidèles soit conformée au Christ dans l'Esprit Saint à la gloire de Dieu le Père. Ce mystère exige donc que les fidèles y croient, le célèbrent et en vivent dans une relation vivante et personnelle avec le Dieu vivant et vrai. Cette relation est la prière ».

### Le mystère de Dieu[4]
« Le mystère de la Très Sainte Trinité est le mystère central de la foi et de la vie chrétienne. Il est le mystère de Dieu en Lui-même. Il est donc la source de tous les autres mystères de la foi, lumière qui les illumine. Il est l'enseignement le plus fondamental dans la "hiérarchie des vérités de la foi". "Toute l'histoire du salut n'est autre que l'histoire de la voie et des moyens par lesquels le Dieu vrai et unique, Père, Fils et Saint-Esprit, se révèle, se réconcilie et s'unit les hommes qui se détournent du péché (cf. Directorium Catecheticum Generale DCG47 : " l'Église enseigne que le Dieu unique et véritable, notre Créateur et Seigneur, peut être connu avec certitude par ses œuvres grâce à la lumière naturelle de la raison humaine ") ».

## Le mystère de l'Église
Les Méditation sur l'Église d'Henri de Lubac, puis le concile Vatican II, dans son premier chapitre de Lumen gentium, sont consacrés à l'Église comme mystère, dans le sens de favoriser la compréhension du lien entre le Christ et l’Église.